# Hårlev
Hårlev är en ort på sydöstra Själland i Danmark. Orten har 2 588 invånare (2017) och ligger i Stevns kommun, Region Själland.
Hårlev är en gammal by med rötter som går tillbaka till vikingatiden, och kan ha haft en mycket viktig betydelse i likhet med Jelling. Intill Hårlevs kyrka finns den stora gravhögen Kung Hothers hög (Kong Hothers Høj, även kallad Kongshøj), varifrån Tryggevælderunstenen möjligen kommer.
Vid Hårlev delar sig den tidigare privatägda järnvägen Østbanen från Køge i två grenar mot Rødvig respektive Faxe Ladeplads. Hårlev var före danska kommunreformen 2007 huvudort i Vallø kommun.